# Cultura de Yangshao

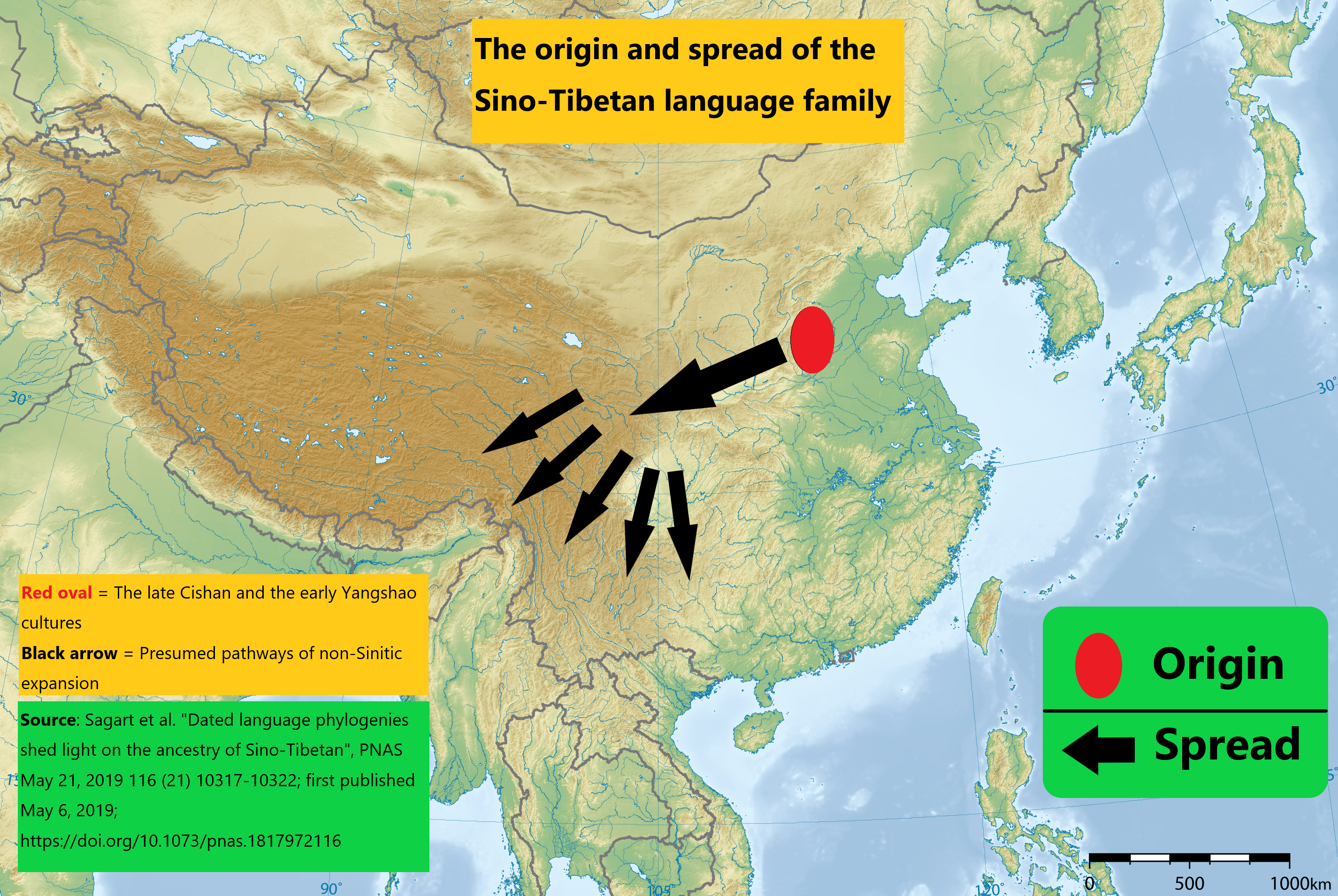
El origen y la propagación de la lenguas sino-tibetanas. El óvalo rojo es la última cultura Cishan y la temprana Yangshao. La flecha negra son las supuestas vías de expansión no sinítica. Después de aplicar el método lingüístico comparativo a la base de datos de datos lingüísticos comparativos desarrollada por Laurent Sagart en 2019 para identificar correspondencias de sonidos y establecer cognados, se utilizan métodos filogenéticos para inferir relaciones entre estos idiomas y estimar la edad de su origen y tierra natal.

La cultura de Yangshao fue una cultura neolítica que se extendía a lo largo del curso central del río Amarillo en China. En chino se llama 仰韶文化, en pinyin se escribe Yǎngsháo wénhuà.
La cultura está datada del 5000 a. C. al 3000 a. C. El nombre proviene del primer yacimiento arqueológico representativo, que se descubrió en 1921 en Yangshao, un pueblo de la provincia de Henan. La cultura floreció principalmente en las provincias de Henan, Shaanxi y Shanxi.
De acuerdo con diversos lingüistas la cultura de Yangshao pudo ser el origen de los pueblos que dieron origen a la familia lingüística sinotibetana.

## Características

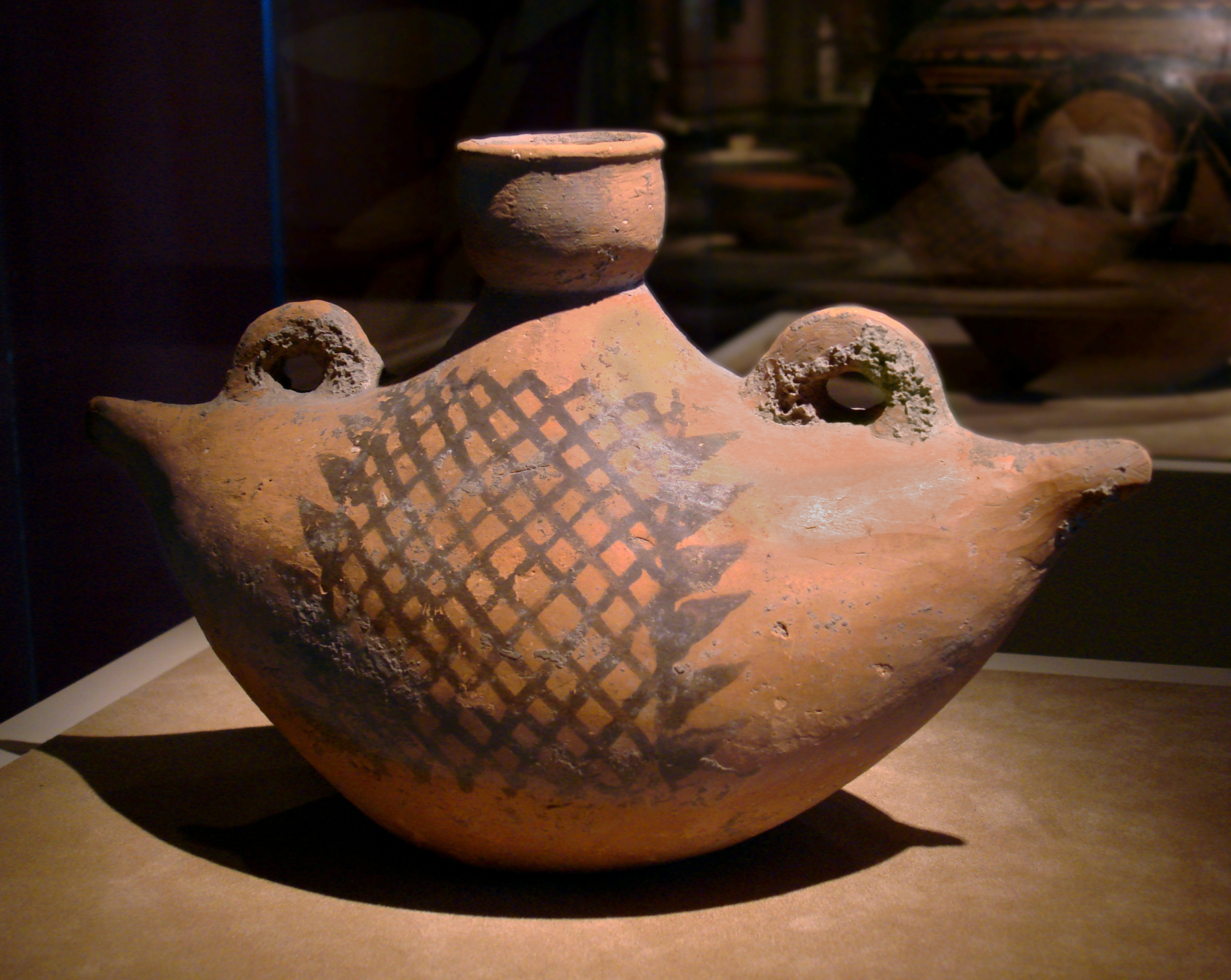
Recipiente cerámico decorado de la cultura de Yangshao.

Extensión aproximada de la cultura de Yangshao.

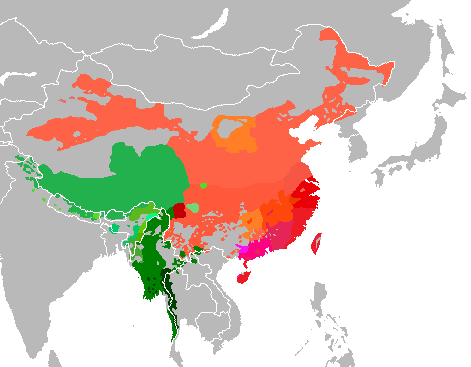
Distribución de las lenguas sinotibetanas, cuyo origen podría estar en la cultura de Yangshao.

Las gentes de Yangshao cultivaban mijo de manera extensiva. En algunos poblados se cultivaba trigo o arroz. Domesticaron animales como el perro y el cerdo, además de ovejas, cabras y vacas, aunque la mayoría del consumo cárnico provenía de la caza y la pesca. También practicaban un tipo primitivo de sericultura.
Sus utensilios de piedra estaban pulimentados y muestran una gran especialización. Esta cultura es conocida por su cerámica pintada. Los artesanos elaboraban una cerámica pintada en blanco, rojo y negro, con dibujos de animales o rostros humanos, o diseños geométricos. A diferencia de la posterior cultura de Longshan, la cultura de Yangshao no conocía el torno de alfarero.
Los cementerios se encontraban siempre en el exterior de una amplia zanja, aunque hay dudas si era meramente defensiva o simbólica, que separaba ambos mundos, el de los muertos y los seres vivos. Las excavaciones han mostrado que los niños eran enterrados en jarrones de cerámica pintada.
El yacimiento arqueológico de la localidad de Banpo, cerca de Xian, es uno de los yacimientos mejor conocidos de esta cultura. Se encontraron casas muy grandes, rodeadas por otras más pequeñas, lo que puede indicar el uso comunal o bien la diferenciación de estatus entre los pobladores. En las viviendas, se puede reconocer hogares para cocinar y/o calentarse, y unas plataformas que pueden ser para dormir.

## Fases
Entre las numerosas fases yuxtapuestas de la cultura Yangshao, las más importantes (categorizadas de acuerdo a las diferencias en su alfarería) son:
- fase Banpo, 4800 a 4200 a. C., planicie central
- fase Miaodigou, 4000 a 3000 a. C., sucesora de la fase Banpo
- fase Majiayao, 3300 a 2000 a. C., en Gansu (Qinghai)
- fase Banshan, 2700 a 2300 a. C., sucesora de la fase Majiayao
- fase Machang, 2400 a 2000 a. C.

## Galería

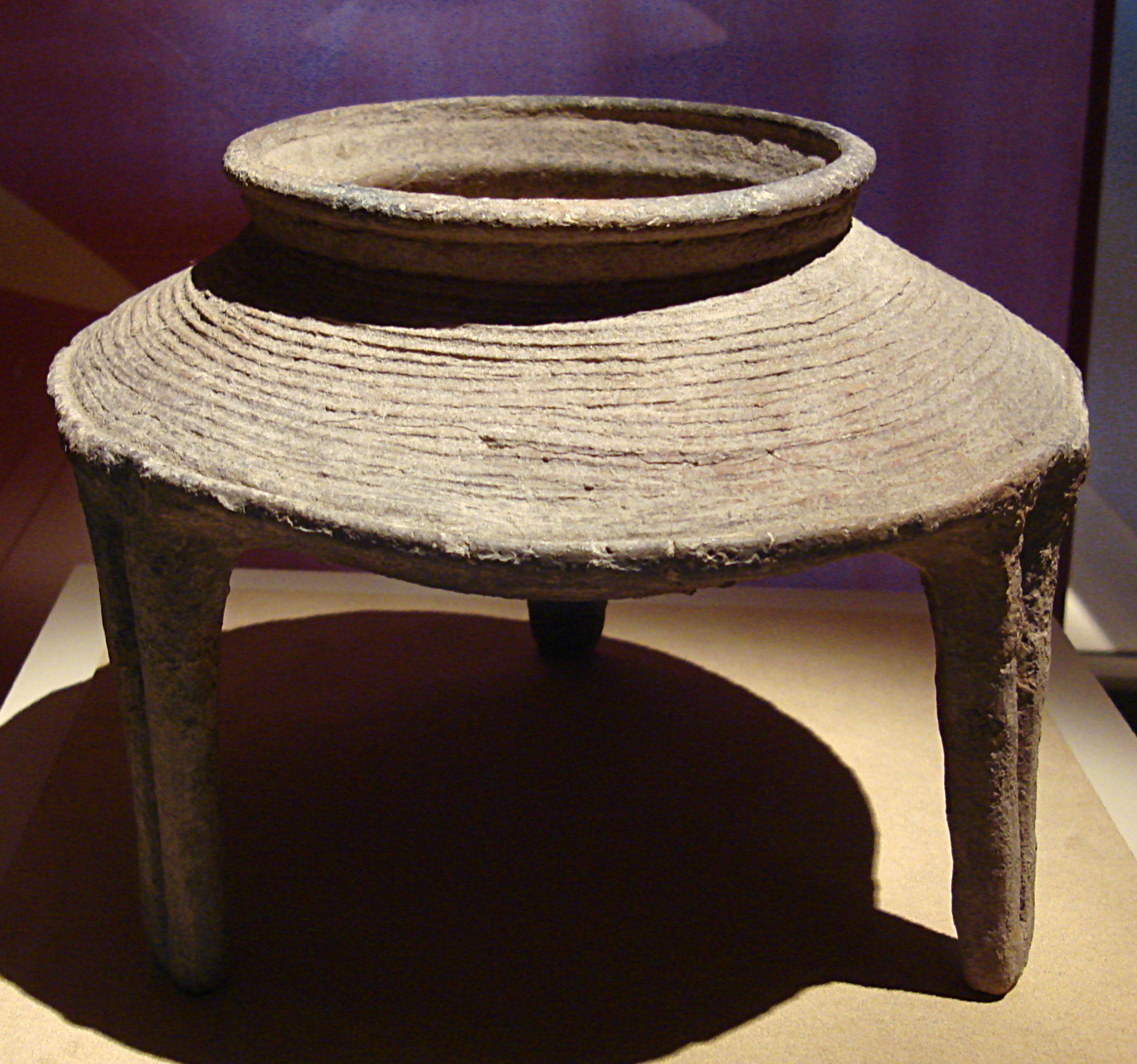
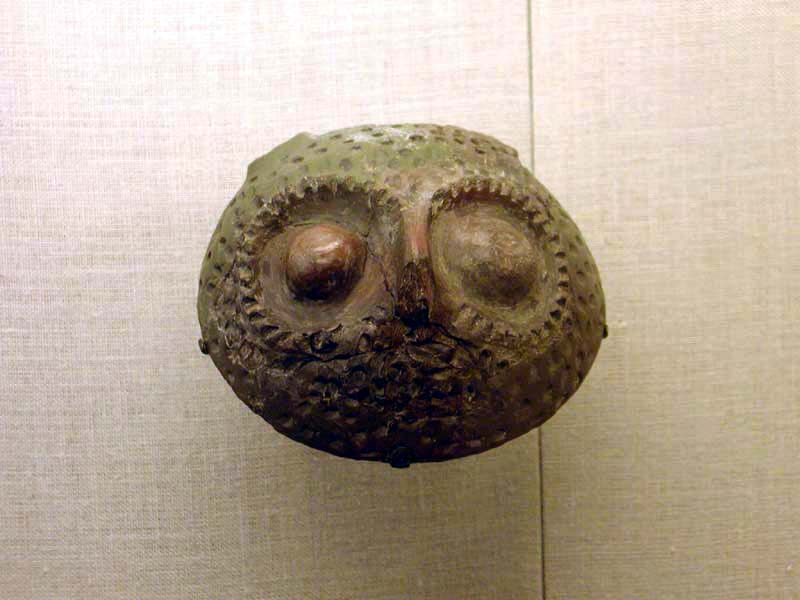
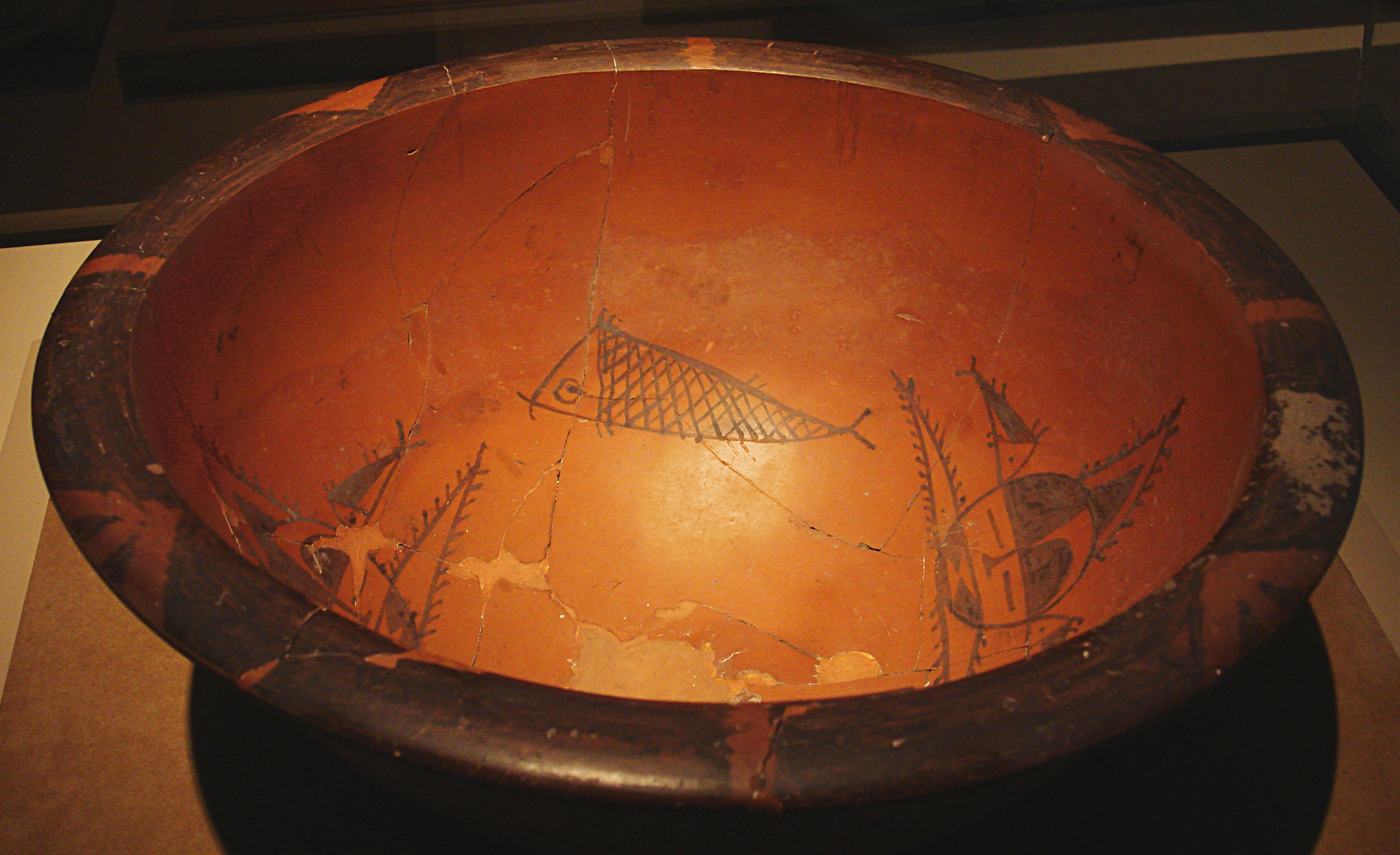
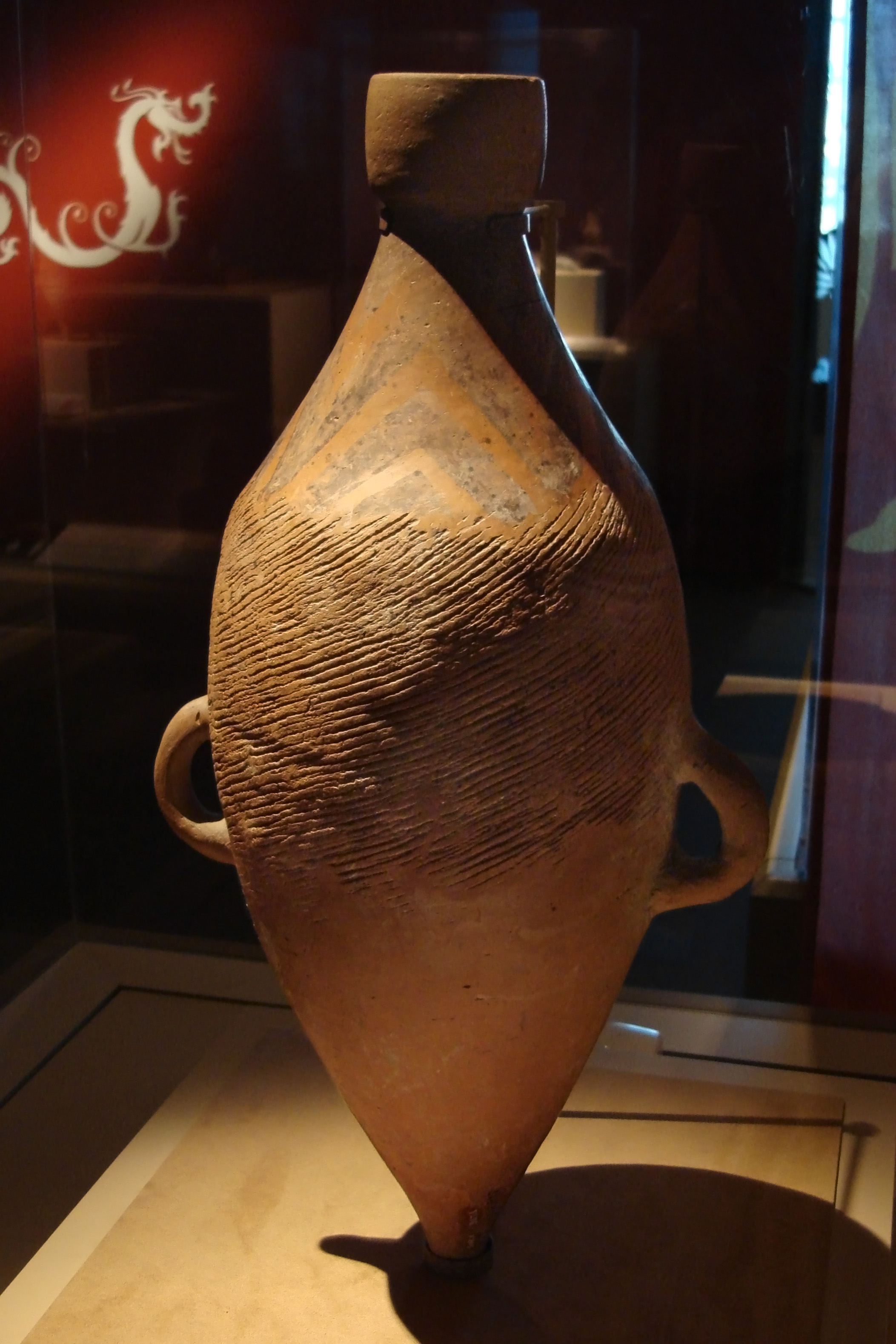